# Srđan Aleksić
Srđan Aleksić, detto Srđo (in serbo Срђан Алексић?; Trebigne, 9 maggio 1966 – Trebigne, 27 gennaio 1993), è stato un attore e militare jugoslavo.
Soldato dell'Esercito della Republika Srpska (VRS) durante la guerra in Bosnia, vide il suo vicino, di etnia bosgnacca, venir picchiato da un gruppo di soldati del VRS che cercò di fermare. A quel punto i soldati si avventarono su di lui picchiandolo con i calci dei fucili fino a ridurlo in coma. Aleksić morì una settimana dopo in ospedale. Ricevette molti riconoscimenti postumi per il suo gesto, considerato come profondamente eroico in un periodo di sanguinosa guerra. Un documentario sulla sua vita, Srđo, è stato prodotto da RTS nel 2007, e un film, Krugovi, nel 2013.

## Biografia
Aleksić nacque nella municipalità di Trebinje, parte della Repubblica Socialista di Bosnia Erzegovina, Repubblica Socialista Federale di Jugoslavia. Suo padre Rade era un allenatore di basket, mentre sua madre Mira, di Prijedor, morì in giovane età. Suo fratello morì in un incidente con il deltaplano, a Petrovo, nelle vicinanze di Trebinje.
Aleksić ricevette molti premi come attore dilettante e continuò a recitare durante la guerra in Bosnia Erzegovina, inclusa la rappresentazione San ratne noći ("Sogno di una notte di guerra"). Fu anche un promettente nuotatore per la nazionale jugoslava. Durante la guerra in Bosnia Aleksić fu reclutato dall'esercito della Repubblica Serba (l'esercito paramilitare dei serbo-bosniaci).

### Gesto eroico e morte
Il 21 gennaio 1993 un gruppo di quattro soldati della VRS in divisa costrinsero con la forza Alen Glavović, di etnica bosgnacca, ad uscire dal suo bar in Piazza della Libertà, a Trebinje. Lo portarono poi verso la stazione di polizia e iniziarono a molestarlo e picchiarlo. Glavović era un vicino di casa di Aleksić. Aleksić intervenne avvicinandosi e urlando ai soldati di fermarsi. I quattro paramilitari si girarono verso di lui e lo picchiarono duramente con i calci dei fucili, facendolo cadere in coma. A causa delle lesioni subite,  Aleksić morì in ospedale il 27 gennaio 1993.  Il padre di Srđo scrisse nel suo necrologio che "Srđan morì compiendo il proprio dovere" ("Umro je vršeći svoju ljudsku dužnost").
Uno dei quattro responsabili morì durante la guerra, mentre gli altri tre sono stati in seguito condannati a 28 mesi di carcere. Uno degli avvocati difensori dei soldati disse che  Aleksić "meritò di morire, perché stava difendendo un balija, termine dispregiativo per indicare i bosniaci musulmani. Alen Glavović, l'amico che Srđan  salvò, fuggì dalla guerra ed ora vive in Svezia, dove è sposato ed ha due figli. Ogni anno fa visita con tutta la famiglia alla tomba di Aleksić e a Rade, il padre di Aleksić. Alen ha dichiarato che sente come un dovere umano e morale visitare la tomba del suo salvatore.

## Memoria

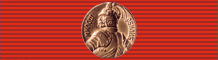
Medaglia al valore Miloš Obilić

Nel 2007 la Radio Televisione Serba produsse e trasmesse un documentario su Srđan Aleksić intitolato Srđo (forma ipocoristica di Srđan).
Il teatro Slovo di Trebinje, di cui anche Aleksić aveva fatto parte, mise in scena una rappresentazione in sua memoria, Epilog, che racconta la sua storia.
Nel 2011 iniziarono le riprese del film Circles (Krugovi),che trae ispirazione dall'atto eroico di Srđan Aleksić, diretto da Srdan Golubović, che ha ricevuto numerosi premi.
La Serbia gli conferì postuma la Medaglia al valore Miloš Obilić ("Medaglia del Coraggio"), d'oro, nel 2012. Srđan Aleksić fu riconosciuto postumo come garante del Comitato Helsinki per i Diritti Umani della Bosnia Erzegovina. È in progetto un'iniziativa della Bosnia Erzegovina e della Republika Srpska per rendergli onore.
Dalla sua morte, non ci sono stati ancora riconoscimenti ufficiali nella sua città natale di Trebinje. Al 2012 le autorità locali non si sono ancora accordate su come onorarlo nel migliore dei modi, se attraverso un monumento oppure una fontana. La "via dei grandi alberi" (ulica velikih drveta) nella municipalità di Novi Grad a Sarajevo, quindici anni dopo la sua morte è stata rinominata "Srđan Aleksić". Le autorità municipali dichiararono  che "senza persone come Srđan Aleksić e i suoi atti eroici, perderemmo la speranza nell'umanità, e senza di quella la nostra vita non avrebbe senso".
Un passo della strada Zmaj-Jovo di Novi Sad porta il suo nome insieme ad una targa commemorativa. Un altro passo gli è stato intestato a Pančevo. 
L'11 giugno 2013 il boulevard Srdjan Aleksic è stato inaugurato vicino al parco di Pobrežje a Podgorica in Montenegro, luogo dedicato alle vittime civili delle guerre jugoslave.  
Una strada a Belgrado, Serbia, è stata intitolata a Srđan Aleksić all'inizio del 2016.
Nel 2013 il Post-Conflict Research Center con sede a Sarajevo ha lanciato la  "Competizione giovanile  Srđan Aleksić". Il concorso sarà condotto in varie città della Bosnia Erzegovina con lo scopo di spronare i giovani del paese, di tutte le etnie, a condividere le proprie storie di ispirazione ed eroismo. L'obiettivo è di mantenere in vita lo spirito di Srđan Aleksić in tutti i giovani bosniaci.